# Nelson Russell
Nelson Russell, britanski general, * 1897, † 1971.